# Leeuwarden
Leeuwarden ou  Leuvarda (dialeto frísio local: Liwwadden, frísio padrão: Ljouwert) é uma cidade dos Países Baixos, capital da província da Frísia, com 94.131 habitantes (2011), situada no canal Harlingen-Groningen.
Possui o estatuto de cidade desde 1435.
Foi feita Capital Europeia da Cultura de 2018, juntamente com Valeta, Malta.

## Economia
Possui fábricas de instrumentos musicais, vidros, tabaco, ferro, cobre, chumbo e artigos em madeira. Esta cidade possui bons mercados agrícolas e de gado.

## Principais monumentos
- Palácio Real
- Câmara (século XVIII)
- Igreja de S. Jaime (século XVI)
- Museu da Cidade Frísia[1]
- Torre de Oldehove (1529)
- Het Posthuis Theater
- Prisentuin (parque) (1648)
- Museu de Cerâmica Princessehof (século XVII)

## Pessoas ligadas a Leeuwarden
- Mata Hari (Margaretha Geertruida Zelle, 1876-1917), dançarina e espia.
- Watse Cuperus (1891-1966), escritor
- Maurits Cornelis Escher (1898-1972), artista gráfico.